# Electric Reliability Council of Texas
L'Electric Reliability Council of Texas, Inc. (ERCOT) gestisce la rete elettrica texana, conosciuta come "Texas Interconnection", che alimenta più di 25 milioni di clienti e rappresenta il 90 per cento del carico elettrico dell'intero stato. ERCOT è il primo "operatore di sistema indipendente" (independent system operator, ISO) negli Stati Uniti e uno dei nove ISO in Nord America. ERCOT lavora con la Texas Reliability Entity (TRE), una delle otto entità regionali all'interno della North American Electric Reliability Corporation (NERC) che si coordinano per migliorare l'affidabilità della rete elettrica di massa.
In qualità di ISO per la regione, ERCOT distribuisce energia su una rete elettrica che collega più di 46.500 miglia di linee di trasmissione e più di 550 unità di generazione. Secondo un rapporto ERCOT, le principali fonti di capacità di generazione in Texas sono il gas naturale (51%), l'eolico (24,8%), il carbone (13,4%), il nucleare (4,9%), il solare (3,8%) e l'idroelettrico o la biomassa unità sparate (1,9%). ERCOT esegue anche accordi finanziari per il competitivo mercato all'ingrosso dell'energia elettrica all'ingrosso e amministra il passaggio al dettaglio per 7 milioni di locali in aree di scelta competitiva.
ERCOT è una società senza scopo di lucro "501(c)(4)" (social welfare organization), ei suoi membri includono consumatori, cooperative elettriche, generatori, venditori di energia, fornitori di elettricità al dettaglio, servizi elettrici di proprietà degli investitori (fornitori di trasmissione e distribuzione) e servizi elettrici di proprietà comunale.
La domanda di energia elettrica nella regione gestita da ERCOT è in genere più elevata in estate, principalmente a causa dell'uso dell'aria condizionata nelle case e nelle aziende texane. L'ora di punta record di tutti i tempi della regione ERCOT si è verificata il 19 luglio 2018, quando la domanda dei consumatori ha raggiunto i 73.259 MW. Un megawatt di elettricità può alimentare circa 200 case del Texas durante i periodi di picco della domanda.

## Storia
All'inizio della seconda guerra mondiale, diverse società elettriche del Texas accettarono di operare insieme come Texas Interconnected System (TIS) per sostenere lo sforzo bellico. Durante la guerra, la rete era interconnessa ad altri stati e la generazione di energia in eccesso fu inviata alle industrie sulla costa del Golfo, fornendo una fornitura più affidabile di elettricità per la produzione di metallo e altro materiale necessario per la guerra.
Riconoscendo i vantaggi in termini di affidabilità del rimanere interconnessi, i membri di TIS hanno continuato a gestire e sviluppare la rete interconnessa. I membri del TIS hanno adottato guide operative ufficiali per il loro sistema di alimentazione interconnesso e hanno istituito due centri di monitoraggio all'interno dei centri di controllo di due utility, uno nel Texas settentrionale e uno nel Texas meridionale.
Nel 1970, ERCOT è stata costituita per soddisfare i requisiti NERC. Tuttavia, la rete del Texas non è soggetta a regolamentazione federale, essendo una rete intrastatale senza flussi di energia interstatali. Il 4 maggio 1976 la Central Southwest Holdings tentò di forzare la questione, con un evento che in seguito fu chiamato "Midnight Connection", dove collegò la rete all'Oklahoma per alcune ore. Ciò ha causato cause legali sull'applicazione del regolamento federale, tuttavia il giudizio è stato che ciò non era sufficiente.
La deregolamentazione del mercato elettrico del Texas è avvenuta in due fasi: il mercato della generazione all'ingrosso nel 1995 e il resto del settore nel 1999. La deregolamentazione del 1999 aveva lo scopo di contrastare la carenza di capacità di generazione nello Stato. Dopo la deregolamentazione, i fornitori di vendita al dettaglio e i generatori di energia non sono stati regolamentati, sebbene le normative sui trasmettitori abbiano continuato a controllare il posizionamento delle linee elettriche. La legislazione ha abolito il precedente sistema, in cui l'energia era sia generata che consumata localmente.  Invece, sotto il regime deregolamentato, i rivenditori potevano contrattare con fornitori in tutto lo stato, creando un mercato complesso. La deregolamentazione del 1999 ha inoltre ridotto i limiti agli aumenti delle aliquote. Prima della deregolamentazione, le tariffe elettriche residenziali erano significativamente inferiori alla media nazionale; dopo la deregolamentazione, le tariffe dell'elettricità residenziale sono aumentate, aumentando del 64% tra il 1999 e il 2007

### Blackout del 2011
All'inizio di febbraio 2011, una grande tempesta invernale ha colpito il Texas: il congelamento e il freddo estremo nei gasdotti e nei pozzi del gas naturale, nonché le unità di generazione (come le centrali a carbone e le turbine eoliche) hanno causato interruzioni di corrente in tutto il Texas, interessando 3,2 milioni di clienti. ERCOT e il suo regolatore, la Public Utility Commission del Texas, non hanno adottato uno standard obbligatorio per la preparazione dell'infrastruttura elettrica per tali eventi (winterization), nonostante le raccomandazioni della "Federal Energy Regulatory Commission" e della "North American Electric Reliability Corporation" (NERC). L'incapacità del Texas di prepararsi ha reso lo stato vulnerabile ai blackout causati dalle tempeste invernali, incluso il grave disastro che si è verificato dieci anni dopo, nel febbraio 2021.

### Valutazione di affidabilità 2019
Il rapporto Summer Reliability Assessment del 2019 del NERC ha rilevato che la rete ERCOT aveva uno dei margini di riserva previsti più bassi degli Stati Uniti (ovvero, il margine di capacità di generazione elettrica inutilizzata durante il carico di punta). Il rapporto ha rilevato che ERCOT era l'unica parte del paese senza risorse sufficienti disponibili per soddisfare la prevista domanda di picco di elettricità in estate.

### Incidente di perdita di potenza del 2021
Durante un importante evento di freddo a metà febbraio 2021, ERCOT ha dichiarato un'emergenza in tutto lo stato a causa di un deficit di produzione di 34.000 MW che ha causato black out diffusi in tutto lo stato. Alle 1:25 del mattino del 15 febbraio, l'ERCOT ha iniziato a implementare dei blackout controllati. Il 16 febbraio, la carenza di elettricità ha fatto salire il prezzo dell'elettricità a oltre $ 9.000 per 1 megawattora (MWh) di potenza, mentre la settimana prima il prezzo più basso dell'energia era inferiore a $ 30. Alcuni fornitori di elettricità al dettaglio potrebbero dover affrontare enormi perdite o bancarotte e i clienti di Griddy hanno riferito di aver ricevuto bollette elettriche assurdamente alte.
Circa 4 milioni di clienti in Texas sono rimasti senza elettricità per diverse volte durante la tempesta di più giorni. Inizialmente, a milioni di clienti sono state imposte interruzioni a rotazione della durata da 10 a 40 minuti, ma alla fine queste interruzioni sono durate molte ore per alcuni e oltre 48 ore per altri, mentre milioni di altri texani sono stati completamente risparmiati da qualsiasi disagio. Durante la perdita di potenza, alcuni cittadini furono costretti a sopravvivere a temperature di congelamento record fino a −2 °F (−19 °C).
Il 16 febbraio, il governatore Greg Abbott ha dichiarato che la riforma dell'ERCOT è una priorità di emergenza per il legislatore statale e sarà aperta un'indagine sull'interruzione di corrente per determinare soluzioni a lungo termine. In precedenza, un rapporto di 357 pagine è stato scritto dopo l'interruzione di corrente del 2011 in Texas, il quale sembra essere stato ignorato, poiché troppi generatori critici nel 2021 erano privi di protezioni e impermeabilizzazioni, in particolare il sistema del gas naturale.
I texani al di fuori della rete controllata dall'ERCOT hanno avuto un'esperienza energetica diversa, relativamente pochi clienti elettrici hanno perso energia in quelle regioni. Nelle contee intorno a El Paso, nel Texas occidentale, El Paso Electric riferito che 3.000 clienti hanno perso energia per meno di cinque minuti, grazie a una serie di investimenti di milioni di dollari per aggiornamenti in seguito all'ondata di freddo del 2011. Anche nelle contee intorno a Beaumont, nel Texas orientale, Entergy ha subito relativamente poche interruzioni, a causa dei precedenti sforzi per proteggersi dall'inverno.
Le prime cause contro la cattiva gestione della rete ERCOT sono state presentate venerdì 19 febbraio.